# Daniël Jules Delestré
Daniel Jules Delestre (Nieuwenrode, 28 april 1881 - Grimbergen, 7 januari 1967) was een Vlaams norbertijn van de Abdij van Grimbergen.
Hij was de vierde van acht kinderen in het gezin van hoofdonderwijzer August Delestré en Angélique Verbesselt. Met zijn broers studeerde hij te Hoogstraten. Op 10 september 1900 ontving hij het wit habijt uit de handen van prelaat Lahaise en verbond zich met de gemeenschap in Grimbergen door zijn kloostergeloften op 9 oktober 1902 onder de kloosternaam Daniel. In 1906 werd hem in Postel de priesterwijding toegediend door Thomas Louis Heylen, bisschop van Namen.
Hij was enige tijd in Meuzegem hulppriester voor pastoor Schuermans. In 1908 werd hij cantor, bibliothecaris en archivaris. In 1910 leraar in filosofie en in 1912 circator. Door de nieuwe abt, Hiëronymus Hoppenbrouwers werd hij supprior in 1916 benoemd, om op 30 maart 1923 pastoor Fredericus Van Noppen op te volgen, als pastoor van Grimbergen (Sint-Servaasparochie).
Zijn belangstelling voor de geschiedenis van de abdij van Grimbergen en Grimbergen in het algemeen was bijzonder groot en daarom bracht hij veel tijd door in de archieven. De heemkring Eigen Schoon bundelde al zijn archieven tot twee boeken ("Uit het verleden"). 37 jaar lang publiceerde hij wekelijks kroniekjes in het parochieblad de Sint-Servaasbode, dat hij in 1924 gesticht had. Hij ondertekende zijn bijdragen met "D. J. D.".
In 1948 vierde hij zijn zilveren pastoorsjubileum, in 1952 zijn gouden professiefeest. Na zijn eervol ontslag als pastoor op 23 juni 1957 werd hij opgevolgd door Dominicus de Ridder en benoemde men hem tot proost in het H. Hartrusthuis. Hij vierde in 1966 zijn diamanten priester-jubileum. Op dat ogenblik was hij bijna blind. Hij overleed op 7 januari 1967, 85 jaar oud.
In Grimbergen is een straat naar hem vernoemd in het Abtsdal.

## Werken
- Uit het Verleden van Grimbergen, bewerkte en geannoteerde uitgave door leden van Eigen Schoon, 2 dln., 1978